# Herschelův ostrov
Herschelův ostrov je ostrov v Beaufortově moři, který leží 5 km od severního pobřeží Yukonu (zeměpisné souřadnice jsou 69°35’ s. š. a 139° 05’ z. d.). Administrativně patří ke Kanadě. Pojmenoval ho anglický námořní kapitán a polární objevitel John Franklin po svém příteli Johnu Herschelovi, anglickém astronomovi a chemikovi.
Herschelův ostrov má rozlohu 116 km² a ve svém nejširším místě má 15 km, v nejužším 8 km. Pokrytý je tundrou. Nejvyšší místo na ostrově leží ve výšce 182 m.